# مناطق الجزائر
هناك عدة مناطق في الجزائر. سواء أكانت ثقافية أو لغوية أو تاريخية أو جغرافية، لكن لا يوجد أي اعتراف بها كوحدة إدارية من الدولة الجزائرية، فإداريًا، تنقسم الجزائر إلى 58 ولاية.

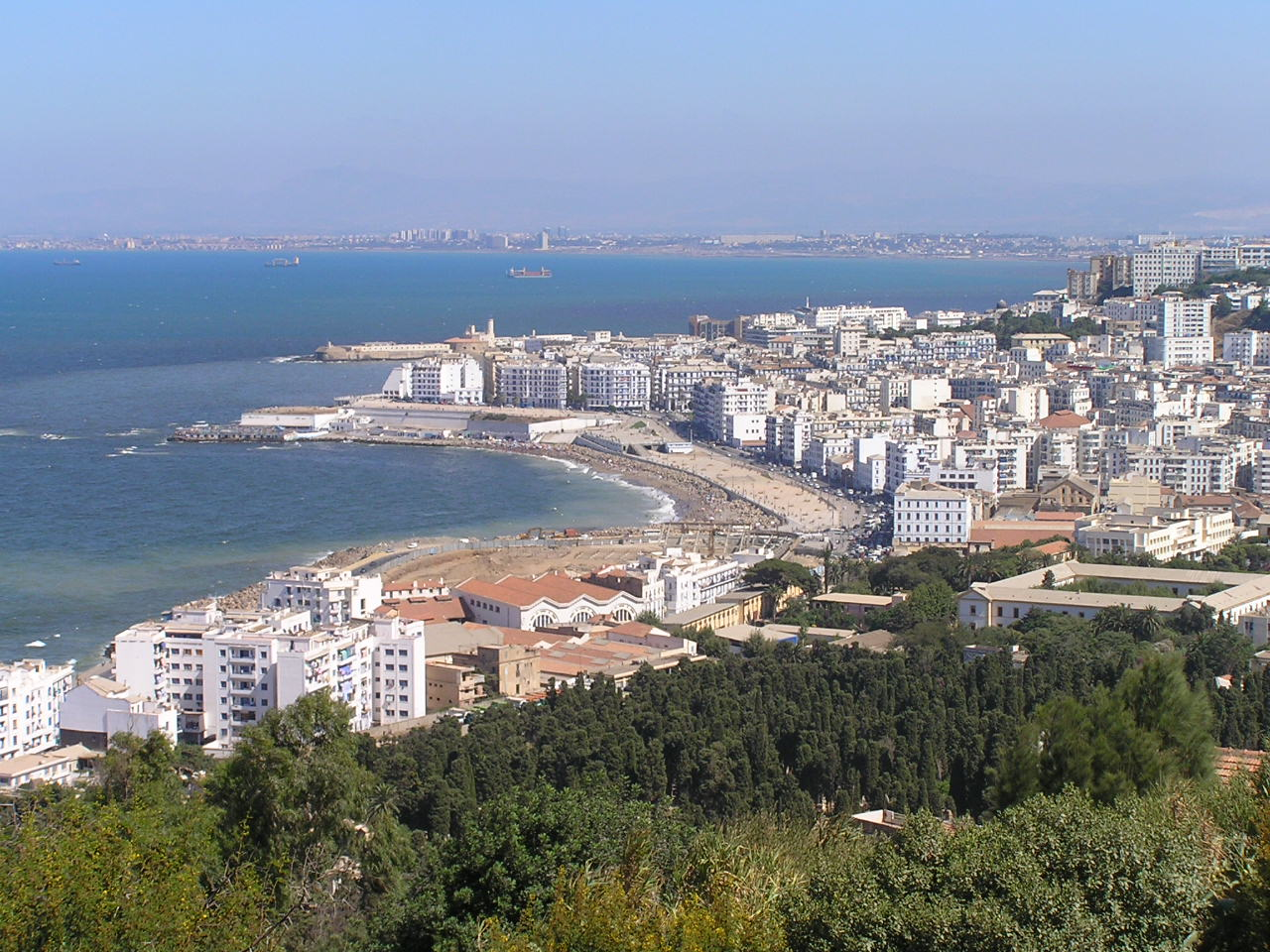
صورة من الجزائر العاصمة (القطاع العاصمي)

فيما يلي بعض مناطق البلد:

## جغرافيًا

### التل
التل الجزائري، يُشير إلى شمال الجزائر، وهو المنطقة التي تقع فيها معظم الأراضي الخصبة والصالحة للزراعة، على عكس الأراضي الجافة في الهضاب العليا أو المساحات القاحلة للصحراء. وهي منطقة تقع بين الساحل في الشمال والهضاب العليا في الجنوب، والتي تمتد على جزء من الشمال الغربي التونسي (مناطق الكاف وسليانة).

### الصحراء

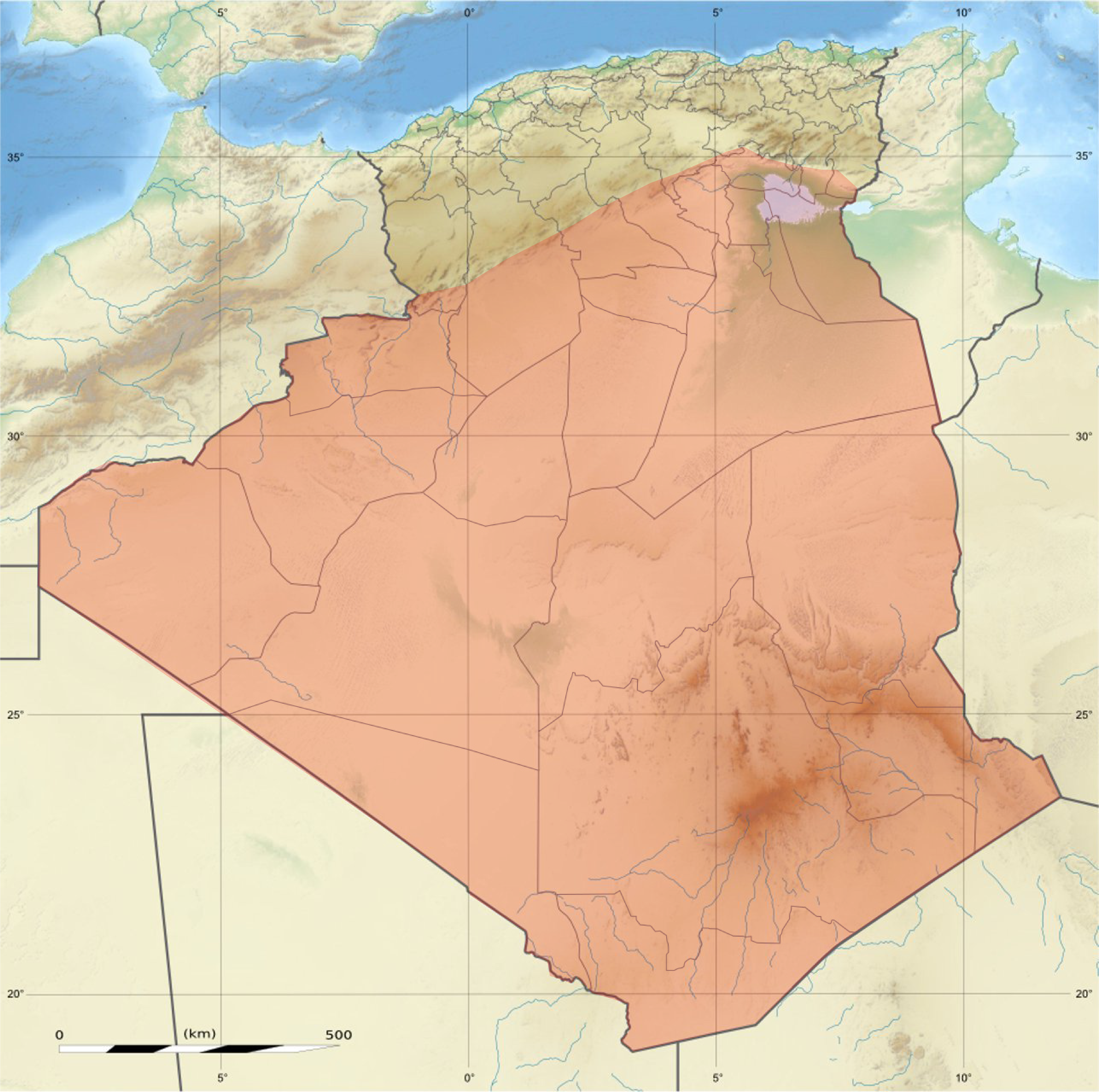
صحراء الجزائر

تتربع الصحراء الجزائرية على أكثرمن مليوني كم2 أي 4/5 من المساحة الكلية.
يحد هذه صحراء الجزائر شمالا سلسلة جبال أطلس وهي عبارة عن سلستين عاليتين من الجبال يحصران بينهما مجموعة من الهضاب العليا أشهرها والسلستين تتمثلان في الأطلس التلي بالشمال غير الصحراوي والأطلس الصحراوي جنوبه وتقع سلسلة جبال الأطلس بشمال غرب الصحراء الكبرى.
يكثر وجود الواحات في هذه الصحراء ومن الأمثلة على ذلك واحة عين صالح وتقرت بالجزائر ويكثر بها أيضاً حقول البترول مثل: عين امناس والعقرب القاسي وحاسي مسعود والسبع ورقان.

### القطاع العاصمي
القطاع العاصمي أو منطقة الجزائر العاصمة هو منطقة في شمال الجزائر تضم وسط شمال البلاد بأكمله،

### القطاع القسنطيني
القطاع القسنطيني

### القطاع الوهراني
القطاع الوهراني هي منطقة اجتماعية وثقافية غرب الجزائر تضم كل الشمال الغربي للجزائر وتتوافق تقريبا مع الولايات التالية: وهران - عين تموشنت - معسكر - مستغانم - غليزان - سعيدة - بلعباس - تلمسان - تيارت وعاصمة القطاع الرمزية هي مدينة وهران. وهو الجزء الغربي من التل الجزائري الذي كان في الماضي مكانا عيش للكثير من القبائل الجزائرية البدوية والأمازيغية. القبائل البدوية الأخرى ترعى بين الصحراء والتل حسب المواسم.

### الهضاب العليا
الهضاب العليا إقليم من النجود، وهي منطقة طبيعية تمتد نواحي وجدة ثم من تلمسان الواقعة غرب الجزائر إلى سوق أهراس الواقعة شرقها يتراوح ارتفاع أراضيه بين 800 و1,000م، وتضم معظم المناطق الداخلية. تتميز منطقة الهضاب العليا بصيف حار وجاف وشتاء بارد تصل أدنى درجة حرارة فيه إلى 1- درجة مئوية. أما التساقط فيكون ما بين 250 مليمتر إلى 400 مليمتر سنويا.

### الحضنة
الحضنة هي منطقة طبيعية وتاريخية في الجزائر تقع بين سلسلة جبال الأطلس التلي، والأطلس الصحراوي في الطرف الشرقي من الهضاب العليا، تقع الحضنة في القسم الشمالي الشرقي من ولاية المسيلة والقسم الغربي من ولاية باتنة.

### الهڤار
الهقار أو الأهقار هي منطقة طبيعية وتاريخية تتكون اساسا من سلسلسة جبيلة شهيرة تقع في أقصى الجنوب الشرقي للجزائر بولاية تمنراست وهي تغطي مساحة 550.000 كم2 أي خمس المساحة الإجمالية للجزائر، وهي تمتد على مدار السرطان الذي يفصلها عن الشمال.وهي عبارة عن تشكيلات جبلية بركانية ذات تاريخ عريق ضارب في أعماق الزمن. وأصبحت هذه المنطقة حظيرة لأهميتها في الجزائر والعالم.

### الطاسيلي
طاسيلي ناجّر أو تاسيلي نعاجر (باللغة الطارقية تاسّيلي ن أزجر والتي تعني «هضبة الثور») هي منطقة طبيعية وتاريخية تتكون منسلسلة جبلية تقع في وسط الصحراء في الجنوب الشرقي للجزائر بإليزي، وقليلاً على الأراضي الليبية. يوجد فيها واحدة من أهم التشكيلات للرسومات الكهفية لما قبل التاريخ في العالم.

### الأوراس
الأوراس هي منطقة طبيعية وتاريخية تتكون من سلسلسة جبلية عالية القمم تقع شمال كل من ولايات: باتنة، خنشلة، أم البواقي وتبسة شمال شرق الجزائر وأعلى قمة بها هي جبل شيليا الذي يقع في حدود ولايتي باتنة وخنشلة (بلدية اشمول بباتنة وبلدية بوحمامة ويابوس بخنشلة) بارتفاع يقدر بـ 2328.

### المتيجة
المتيجة هي منطقة طبيعية تتكون من مجموعة سهول في المنطقة الوسطي من شمال الجزائر جنوبي العاصمة، طولها حوالي 100 كم في عرض 5 إلى 20 كم.

### الساورة
الساورة هي منطقة طبيعية وتاريخية تقع إلى الجنوب الغربي للجزائر (ولاية بشار، ولاية تندوف وولاية أدرار)، وتأخد المنطقة اٍسمها من اٍسم الواد الذي يخترقها من الشمال اٍلى الجنوب وهو وادي الساورة، مساحة المنطقة تقدر بحوالي 762 655 كموعدد سكان يتجاوز 605 192 نسمة. لا تتعدى كثافتها السكانية 1 ن/كم.

### الـتيطري
التيطري هي منطقة طبيعية وتاريخية تتكون من سلسلة جبال في شمال الجزائر. تبلغ ذروتها بديرة (1485 م). وتمتد بين ولايات المدية والبويرة وعين الدفلى وهو يعتبر جنوب منطقة الأطلس التلي من تلك الجهة إذ يتموضع في الحدود الشمالية لمنطقة الهضاب العليا فهو يفصل بين منطقة التل ومنطقة الهضاب.

### تيديكلت
تيديكلت منطقة طبيعية وتاريخية وإحدى مناطق إقليم توات الثلاثة، وحدودها من رقان غربًا إلى فقارة الزوى بعين صالح شرقًا، حيث أطلق بعض الكتاب القدماء على هذه المجموعة من الواحات الممتدة من ناحية الجنوب الغربي إلى وسط الصحراء الجزائرية كالرحالة ابن بطوطة والعلامة ابن خلدون. وقد أدرجت اللجنة الدولية الحكومية لصون التراث الثقافي غير المادي، المجتمعة في موريشيوس من 28 نوفمبر إلى 1 ديسمبر 2018، المعارف والمهارات التقنية لدى “كيالي الماء” العاملين في قنوات الري المعروفة باسم الفقارة في منطقة تيديكلت وإقليم توات في قائمة التراث الثقافي غير المادي الذي يحتاج إلى الصون العاجل.

### الترارة
الترارة أو الطرارة هي منطقة طبيعية وتاريخية ولغوية، تتكون من سلسلة جبال الجزائر تقع في الشمال الغربي من البلاد في ولاية تلمسان غرب قريبا من وهران تتميز بتضاريسها المتميزة وسكانها وتاريخها العريق.

## تاريخيًا وثقافيًا

### منطقة الزيبان
أو الزاب

### القبائل الكبرى

خارطة طوبوغرافية لمنطقة القبائل.

منطقة القبائل الكبرى أو منطقة جرجرة هي منطقة ثقافية-طبيعية في شمال شرق الجزائر، وتغطي عدة ولايات: ولاية تيزي وزو، ولاية بجاية، ولاية البويرة.
وقد أطلق الجنرال راندون مصطلح منطقة القبائل الكبرى على منطقة جرجرة بعد بسط السيطرة الفرنسية نهائيا عليها.

### القبائل الصغرى

خريطة قبائل الحدرة بالقبائل الصغرى.

منطقة القبائل الصغرى أو حوض الصومام هي منطقة ثقافية-طبيعية في شمال شرق الجزائر، وتشمل وولاية بجاية وأجزاء من شمال ولاية برج بوعريريج وشمال سطيف وغرب ولاية جيجل وشمال ولاية ميلة تتميز المنطقة بالتضاريس التالية:
- - منطقة حوض وادي الصومام وأهم مدنها مدينتي سيدي عيش وأقبو.
  - سلسلتي جبال البيبان وجبال البابور وأعلى قممها 2003 متر.
  - سلسلة أغاوا تضم مدينة بجاية.

مصطلح «القبائل الصغرى» أطلقه الجيش الاستعماري الفرنسي على منطقة البابور التي تعبر جزءًا من ولايات بجاية وجيجل وسطيف على غرار منطقة القبائل الكبرى.

### القبائل السفلى
منطقة القبائل السفلى هي منطقة ثقافية-طبيعية في شمال شرق الجزائر، وتغطي ولاية بومرداس

### القبائل الشرقية
منطقة القبائل الشرقية هي منطقة ثقافية-طبيعية في شمال شرق الجزائر، غرب ولاية سكيكدة. مصطلح «القبائل الشرقية» أطلقه الجيش الاستعماري الفرنسي والجغرافيون على المنطقة الواقعة شمال قسنطينة.

### المزاب أو منطقة ميزاب
مزاب أو واد مزاب، بالأمازيغية المحلية (مزابية): ⴰⵖⵍⴰⵏ، أغلان، وأيضاⵉⵖⵣⴰ ⴰⵡⴰⵖⵍⴰⵏ، إغزر لأوغلان، هي منطقة جغرافية في شمال الصحراء الجزائرية، وتقع في ولاية غرداية، 550 كم جنوب الجزائر العاصمة.